# Alfa Centauri A
Alfa Centauri A (α Cen A / α Centauri A), o Rigil Kentaurus, è una stella nana gialla della costellazione del Centauro.
Si tratta della stella più brillante delle tre che compongono il sistema di Alfa Centauri; le sue due compagne sono α Centauri B e Proxima Centauri. α Centauri A è anche una delle stelle più vicine al sistema solare, trovandosi ad appena 4,36 al dal Sole, e la quarta stella più luminosa del cielo notturno terrestre.
La distanza ravvicinata al sistema solare conferisce inoltre ad α Centauri un elevato moto proprio.

## Caratteristiche fisiche
α Centauri A appare estremamente simile al Sole per massa, raggio e temperatura; è infatti circa il 10% più massiccia del nostro astro, con un raggio del 23% più grande.
Si tratta di una stella di sequenza principale, la cui classificazione è G2 V.
La velocità di rotazione (v sin i) di α Centauri A è 2,7 ± 0,7 km s-1, che equivale ad un periodo di rotazione di 22 giorni (per confronto quello del Sole è di 25 giorni).
α Centauri A ha una magnitudine assoluta pari a +4,38. Questo valore, insieme alle caratteristiche spettrali dell'astro, permette di desumere l'età della stella che, secondo le attuali teorie sull'evoluzione stellare, oscillerebbe fra i 5 e i 6 miliardi di anni, leggermente più vecchia del Sole.
Osservazioni effettuate nei raggi X con i satelliti ROSAT e XMM-Newton hanno evidenziato che α Centauri A emette meno energia in questo intervallo spettrale rispetto ad α Centauri B, nonostante quest'ultima sia complessivamente la meno luminosa delle due. Le curve di luce in banda X hanno evidenziato inoltre una certa variabilità delle due stelle, più rapida per α Centauri B che per A. Per quest'ultima la spiegazione più accreditata è la presenza di un ciclo solare simile a quello undecennale del Sole.

## Possibile pianeta
In base a osservazioni nell'infrarosso condotte nel 2019 col il Very Large Telescope, nel 2021 un gruppo di studio condotto da Kevin Wagner ha annunciato un possibile candidato esopianeta (da confermare) attorno ad Alfa Centauri A situato nella zona abitabile. Il candidato pianeta, provvisoriamente denominato C1, ha dimensioni comprese tra quelle di Nettuno e Saturno, e compirebbe un'orbita in una decina di anni.

### Il sistema
- α Centauri
- α Centauri B
- Proxima Centauri

### Liste
- Lista delle stelle più vicine alla Terra
- Lista delle stelle più brillanti del cielo
- Lista delle stelle luminose più vicine